# オーロラ計画
オーロラ計画(Aurora programme)は、2001年に定まった欧州宇宙機関(ESA)の有人宇宙飛行計画である。1番目の目的は、無人宇宙船、有人宇宙船を用いた欧州の長期的な太陽系探査計画を開始、発展することである。2番目の目的は、地球外生命を探索することである。

## 概要
参加国は、5年ごと（第1期は2005年から2009年）にオーロラ計画への参加意思を表明し、その後は参加レベルを変更したり、完全に撤退したりすることができる。
初期には、オーロラ計画では、エクソマーズやNEXTのような旗艦的なミッションを計画し、地球への大気圏再突入カプセルや火星の大気による空力ブレーキのような重要技術を実証するアローミッションを計画していた。
近年では、ESAはAurora Exploration Programmeや単にExploration Programmeという名称を用いることが多くなったが、有人宇宙飛行という長期的な目標は変えておらず、この分野の基礎技術開発を続け、をエクソマーズや国際的なマーズ・サンプル・リターン・ミッションに最新のスラスタを提供している。大西洋の両側での資金不足により、火星の無人探査計画は、アメリカ航空宇宙局(NASA)と合同で行うことが増えた。
2009年6月29日から30日にプリマスで行われた会議で、ESAとNASAは、2016年、2018年、2020年に合同で火星探査を行い、2020年代に火星からサンプルを持ち帰ることを目的とするMars Exploration Joint Initiative(MEJI)を設立した。オーロラ計画の主力であったエクソマーズは、明確にMEJIの一部となることはなかったが、その科学機器の大部分はMEJIに組み込まれた。しかし、オーロラ計画に多大な出資をしていたイタリア宇宙機関は、特に将来の惑星探査における欧州の独立性の喪失など、MEJIにおける協力体制について疑念を表明した。
オーロラ計画では、現在、ロシア連邦宇宙局との合同で2つのミッションが提案されている。これらは、2016年と2018年の打上げが予定されている。

## ミッション

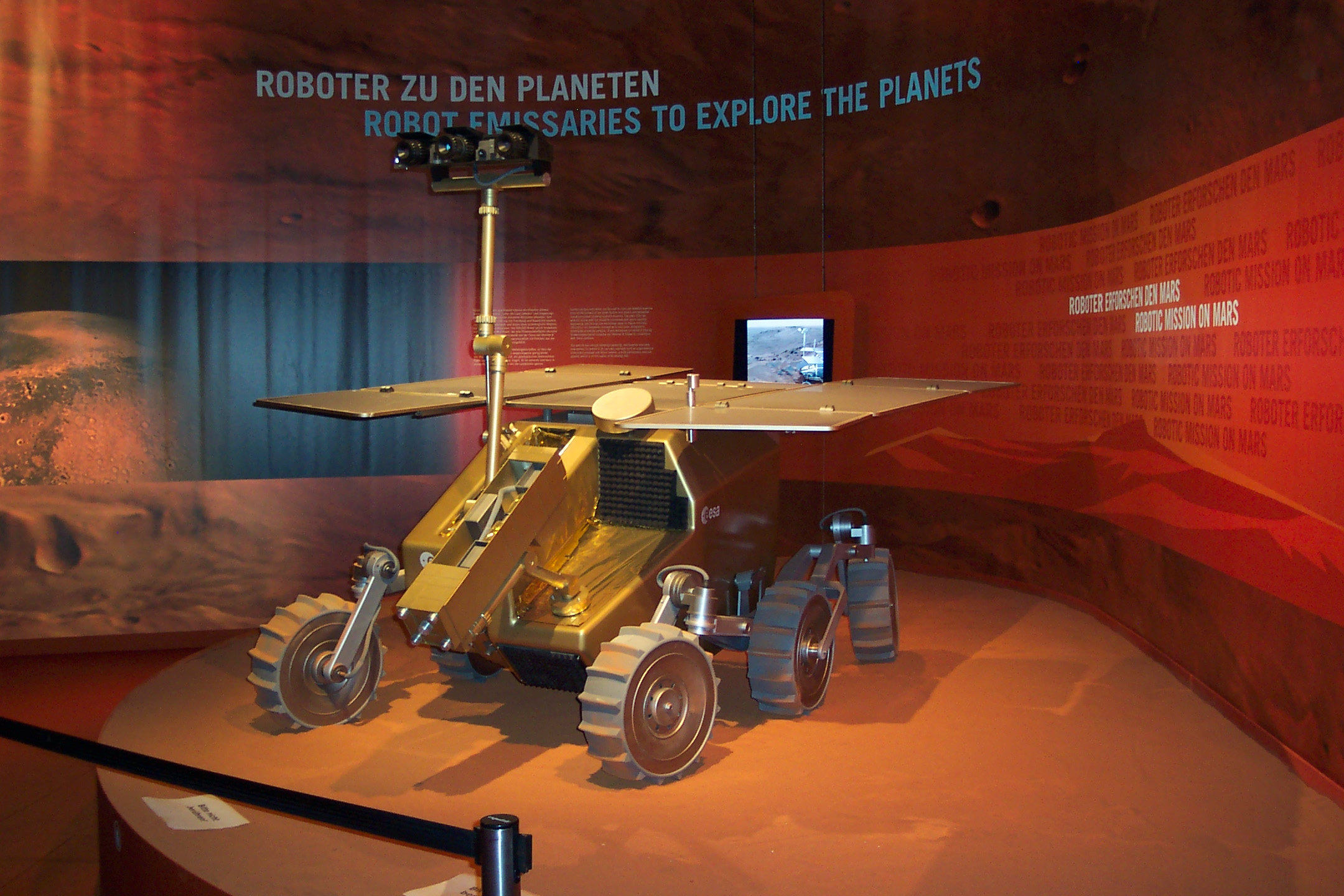
エクソマーズの模型

第1期では、無人探査に焦点が当てられた。

### 旗艦ミッション
ESAは、オーロラ計画のいくつかのミッションを「旗艦ミッション」と位置づけている。最初の旗艦ミッションは、火星への無人探査であるエクソマーズである。この計画には、火星周回機、降下モジュール、火星ローバーが含まれる。
2005年9月30日時点でのオーロラ計画の旗艦ミッションは、次の2つである。
- エクソマーズ - 2016年打上げ予定
- マーズ・サンプル・リターン・ミッション - NASAとの合同で2016年打上げ予定

### アローミッション
アローミッションは、旗艦ミッションに必要な特定の技術を開発するミッションである。2003年1月30日時点で承認されたアローミッションは、以下の通りである。
- 地球大気圏再突入カプセル - マーズ・サンプル・リターン・ミッションに必要
- 火星空力ブレーキ - 2018年の軟着陸ミッションに必要[6]

### NEXTへの提案の募集
2007年3月9日、ESAは、2015年から2018年の打上げを予定するNext Exploration Science and Technology (NEXT)への提案の募集を始めた。NEXTでは、将来のマーズ・サンプル・リターン・ミッションに必要な正確な着陸技術等の技術の実証を行う。